# Innamoramento (песня)
«Innamoramento» («Влюблённость») — песня, записанная французской певицей Милен Фармер в 1999 году. Это был пятый сингл с её пятого студийного альбома Innamoramento, выпущенный 18 июля 2000 года. Это поп-баллада написанная Фармер с музыкой составленной Лораном Бутонна. Лирика песни о необходимости любви и сопровождается видеоклипом режиссёра Франсуа Хансса, который отображает альтернативные образы певицы на сцене во время её тура 1999 года в Венсенском лесу. «Innamoramento» получила положительные отзывы от критиков, которые в целом оценили качество ремиксов и концепцию клипа. Песня стартовала под двадцатым номером во Франции, достигнув номера три в первую неделю релиза, однако, песня была менее продаваемым синглом с альбома.

## Издание
В июне 2000 года, роскошный картонный бокс был разослан на радиостанции. Затем, после нескольких отсрочек, сингл был издан 18 июля 2000 года. Существовало два издания CD сингла «Innamoramento»: основное, которое содержит белый диск, и коллекционное издание, напечатанное в ограниченном тираже, которое представляет собой изображение CD. В обоих изданиях была та же самая обложка, некоторые фанаты купили несколько экземпляров для получения каждого вида издания, что и помогло увеличить продажи.

## Текст песни
Название песни, как и одноимённое название альбома, основано на книге Франческо Альберони, «Le Choc Amoureux», значение Innamoramento в итальянском языке и «s'énamourer» на старом французском языке. Фармер объяснила, что эта песня о любви «в более широком спектре» этого слова. Журналист Бенуа Кашен сказал, что песня посвящена темам возрождения, любви, и вопросам, которые они поднимают. По мнению психолога Хьюго Ройера, песня «как призыв к одиночеству, которое хочет, чтобы его нарушили».

## Видеоклип
Сценарий для клипа был написан Милен Фармер. Режиссёром клипа выступил Франсуа Хансс, а изданием занялись студии «Requiem Publishing» и «Stuffed Monkey», с бюджетом около 30.000 евро. Снятый в течение двух дней в Венсенском лесу, он поочерёдно показывает Фармер одетую в длинное белое платье, без макияжа, лежащей на траве, и отрывки, записанные во время концерта «Mylenium Tour». Видео заканчивается крупным планом Фармер.
Согласно мнению французского журнала «Instant-Mag», видео показывает примерно «такие же кадры как из первого концерта Live à Bercy (то есть»Rêver") и, кажется, немного повторяющимся. Действительно, здесь присутствует "синий цвет и приглушённая атмосфера, а также светлое и просторное платье. Последовательность изображений и выбор ракурса камеры (панорамная съёмка, обзоры, масштабирование) показывают её стремление к сцене и следовать тем же путём, усиливая ощущение дежавю (…). Всё ещё сохраняются вставки изображений страны, добавляющие, индивидуальный подход. "Несмотря на эту критику, в другом номере журнала было написано, что «концепция видео было хорошо продуманно и красиво снято».

## Реклама и живое исполнение
Фармер не способствовала рекламированию сингла «Innamoramento», который в то время плохо транслировался по радио. Она была спета только в 1999 году на Mylenium Tour, являющийся последней песней этого шоу. Фармер была одета в прозрачное белое платье с глубоким вырезом на спине, шаль на плечах, туфли на высоком каблуке, и большое белое ожерелье. Последний припев поётся четыре раза, вместо двух как в альбомной версии, вместе со зрителями, в то время как Фармер садится на руку статуи.

## Отзывы критиков
Песня заслужила в целом положительные отзывы критиков. Бельгийская газета La Derniere Heure описала песню «приятной, но не удивительной, с шелковистой мелодией, похожей на „Ainsi soit je...“». Тем не менее, обложки различных форматов и ремиксов были подвергнуты критике. Обзор различных идей, высказанных в интернете по этому вопросу, по мнению французской газеты Instant-Mag было сказано, что обложка сингла будет немного размыта и не будет ясно показывать Фармер, и о CD макси, они заявили, что «новая коробка, которая может быть творческой изюминкой, является абсолютно неинтересной. Выбор цвета страдает от полной безвкусицы и игра с геометрическими фигурами поглощающую всю обложку». Что касается ремиксов, автор Эрван Шаберр оценил эти ускоренные и техно версии «проходными». Кроме того, французский писатель Жюльен Рижаль оценил ремиксы как «успешные», несмотря на музыкальные предпочтения. Более критично, Instant-Mag сказал, что некоторые фанаты «ожидали более симфонические версии, красиво сделанных, например, для „Ainsi soit je...“ и „Sans Logique“», добавив что: «Darkness remix» имеет размытый ритм (…); это бледная копия от Бьорк ничем не лучше, хотя и последние две минуты отличаются от остальных, ей не удалось ничем удивить". «Anamor remix» кажется слишком мягкой, медленной, наполненной странными звуками, иногда, на грани смешного. Наконец «Momento Dance Mix», «хотя и лучше, чем два других, но ему не удалось избежать той же участи что и другие ремиксы. Тем не менее, под неё можно танцевать».

## Форматы и трек-листы
Здесь представлены форматы и трек-листы сингла «Innamoramento»:
- CD single[14] / CD single — Picture disc[15]

| №  | Название                         | Длительность |
| -- | -------------------------------- | ------------ |
| 1. | «Innamoramento» (single version) | 4:50         |
| 2. | «Innamoramento» (darkness remix) | 4:26         |

- CD maxi — Digipack[16]

| №  | Название                            | Длительность |
| -- | ----------------------------------- | ------------ |
| 1. | «Innamoramento» (single version)    | 4:50         |
| 2. | «Innamoramento» (darkness remix)    | 5:26         |
| 3. | «Innamoramento» (anamor remix)      | 4:40         |
| 4. | «Innamoramento» (momento dance mix) | 6:12         |

- 12" maxi[17] / 12" maxi — promo[18]

| №  | Название                            | Длительность |
| -- | ----------------------------------- | ------------ |
| 1. | «Innamoramento» (momento dance mix) | 6:12         |
| 2. | «Innamoramento» (anamor remix)      | 4:40         |
| 3. | «Innamoramento» (darkness remix)    | 5:26         |
| 4. | «Innamoramento» (single version)    | 4:50         |

- CD single — Promo[19] / CD single — Promo — Luxurious cube[20]

| №  | Название                         | Длительность |
| -- | -------------------------------- | ------------ |
| 1. | «Innamoramento» (single version) | 4:50         |

- VHS — Promo[21]

| №  | Название                | Длительность |
| -- | ----------------------- | ------------ |
| 1. | «Innamoramento» (video) | 5:52         |

## Версии издания
| Версия                          | Длительность              | Альбом                                  | Ремикс от        | Год  | Комментарий |
| ------------------------------- | ------------------------- | --------------------------------------- | ---------------- | ---- | --- |
| Album version                   | 5:20                      | Innamoramento                           | —                | 1999 | См. соответствующий раздел |
| Single version                  | 4:50                      | —                                       | Лоран Бутонна    | 2000 | Эта версия короче, чем альбомная версия и заканчивается затишьем.                                                                                      |
| Radio edit                      | 4:10                      | —                                       | Лоран Бутонна    | 2000 | Последний припев заканчивается голосом Фармер, в отличие от предыдущих версий.                                                                         |
| Darkness remix                  | 5:26                      | —                                       | Hot Sly and Visa | 2000 | Этот ремикс подчёркивает голос Фармер и добавляет некоторые электронные звуки.                                                                         |
| Anamor remix                    | 4:40                      | —                                       | Quentin and Visa | 2000 | Этот R&B и электро ремикс содержит все слова из оригинальной версии.                                                                                   |
| Momento dance mix               | 6:12                      | —                                       | Hot Sly          | 2000 | В этом танцевальном ремиксе используются звуки драм-машины, а голос Фармер ускоряется.                                                                 |
| Music video                     | 5:52                      | Music Videos III, Music Videos II & III | —                | 2000 | |
| Live version (recorded in 2000) | 6:13 (audio) 6:49 (video) | Mylenium Tour                           | —                | 2000 | Здесь четыре припева в конце песни, хотя в альбомной версии их только два. Видеоверсия длиннее, так как она заканчивается затишьем (см. Mylenium Tour) |
| Album version                   | 5:10                      | Les Mots                                | Лоран Бутонна    | 2001 | Песня заканчивается затишьем. |

## Создание
Здесь представлены люди, принявшие участие в создании сингла «Innamoramento»:
- Милен Фармер — текст
- Лоран Бутонна — музыка
- Requiem Publishing — издание
- Polydor — звукозаписывающая компания
- Клод Гасси — фото
- Генри Нё / Com’N.B — дизайн
- Сделано в Е. С.

## Чарты и продажи
| Чарт (2000)                      | Наивысшая позиция |
| -------------------------------- | ----------------- |
| Belgian (Wallonia) Singles Chart | 24                |
| French SNEP Singles Chart        | 3                 |
| French Airplay Chart             | 29                |
| Swiss Singles Chart              | 54                |

| Страна  | Статус | Продажи физических носителей |
| ------- | ------ | ---------------------------- |
| Франция | —      | 100,000                      |

## Даты издания
| Страна                      | Дата         | Формат                               |
| --------------------------- | ------------ | ------------------------------------ |
| Франция, Бельгия, Швейцария | июнь 2000    | Promo CD single, Promo 12" maxi, VHS |
| Франция, Бельгия, Швейцария | 17 июля 2000 | CD single, 12" maxi                  |